# Aeroportul Internațional Albany
Aeroportul Internațional Albany (IATA: ALB, ICAO: KALB, FAA LID: ALB) este un aeroport din Colonie⁠(d), Comitatul Albany, New York, New York, Statele Unite ale Americii ce deservește zona Albany. Aeroportul a fost tranzitat în 2020 de 519.364 de pasageri. A fost deschis în 1908 și numit după zona deservită.
Situat la o altitudine de 87 m, aeroportul dispune de 2 piste.

## Infrastructură

### Piste
Aeroportul dispune de 2 piste. Pista 01/19 are suprafața de asfalt și dimensiunile 8.500 picioare × 150 picioare. Pista 10/28 are suprafața de asfalt și dimensiunile 7.200 picioare × 150 picioare. 